# تایل برینکمن
تا برینکمن (انگلیسی: Till Brinkmann؛ زادهٔ ۱ نوامبر ۱۹۹۵) بازیکن فوتبال اهل آلمان است.
از باشگاه‌هایی که در آن بازی کرده‌است می‌توان به باشگاه فوتبال پادربورن اشاره کرد.